# F91 Dudelange
F91 Dudelange, luks. F91 Diddeleng – luksemburski klub piłkarski z siedzibą w gminie Dudelange, założony w 1991.

## Historia
Klub został założony w 1991 w wyniku fuzji Alliance Dudelange, Stade Dudelange i US Dudelange. Wszystkie te kluby wygrywały w przeszłości zarówno krajową ligę, jak i puchar, ale każdy z nich przeżywał właśnie trudne czasy. Nowy zespół stworzono w celu uzyskania większej stabilizacji, sportowej, jak i finansowej.
Droga klubu do czołówki ligi luksemburskiej trwała kilka lat. Stade Dudelange i US Dudelange grały wcześniej w trzeciej lidze Luksemburga, natomiast Alliance w drugiej. Nowy zespół zajął miejsce tej ostatniej drużyny w sezonie 1991/92.
F91 awansował do ekstraklasy już pierwszym sezonie i wkrótce stał się solidnym zespołem środka tabeli do końca sezonu 1996/97. W późniejszych latach klub grał coraz lepiej, by w końcu w roku 2000 przełamać dotychczasową hegemonię Jeunesse Esch i zdobyć mistrzostwo kraju przewagą 11 punktów nad drugą drużyną.
W sezonie 2004/05 Dudelange grając w eliminacjach Ligi Mistrzów jako pierwszy w historii klub z Luksemburga awansowało do drugiej rundy, po pokonaniu bośniackiego Zrinjskiego Mostar. W kolejnej fazie jednak łatwo przegrało ze Slovanem Bratysława (0:3 u siebie i 1:2 na wyjeździe), kończąc swoją przygodę z rozgrywkami.
W sezonie 2005/06 zespół po raz pierwszy w swojej historii sięgnął po dublet, zdobywając mistrzostwo i puchar Luksemburga.
W sezonie 2006/07 drużyna powtórzyła osiągnięcia z poprzedniego sezonu, także zdobywając dublet, a współtwórcą sukcesu był Polak Tomasz Gruszczyński – strzelec bramki w finałowym meczu Pucharu Luksemburga.
W sezonie 2011/12 ponownie udało im się przebrnąć pierwszą rundę kwalifikacji do Ligi Mistrzów. Tym razem pokonali 4:0 w dwumeczu FC Santa Coloma. W drugiej rundzie zbyt silny okazał się jednak słoweński NK Maribor. Luksemburczycy przegrali oba mecze (0:2 w Mariborze i 1:3 u siebie). Na „krajowym podwórku” F91 ponownie zdobyli oni dublet.
Do najdalszej rundy eliminacji w  Lidze Mistrzów dotarli w sezonie 2012/2013. W pierwszej rundzie eliminacji pokonali w dwumeczu SP Tre Penne 11:0, by w drugiej rundzie sprawić wielką sensację i wyeliminować austriacki Red Bull Salzburg (1:0 w pierwszym meczu u siebie oraz 3:4 na wyjeździe). Ich rywalem w trzeciej rundzie eliminacji był NK Maribor. W pierwszym meczu na wyjeździe przegrali 1:4, a następnie grając u siebie, przegrali 0:1.
W sezonie 2018/19 jako pierwszy klub w historii Luksemburga Dudelange zagrał w Lidze Europy. W kwalifikacjach pokonali Dritę Gnjilane, Legię Warszawa i CFR Cluj. W fazie grupowej, Luksemburczycy zdobyli jeden punkt, zajmując ostatnie miejsce w tabeli. W sezonie 2019/2020 ponownie awansowali do fazy grupowej Ligi Europy – zdobyli w niej cztery punkty, ostatecznie ponownie kończąc swój udział na 4. miejscu.

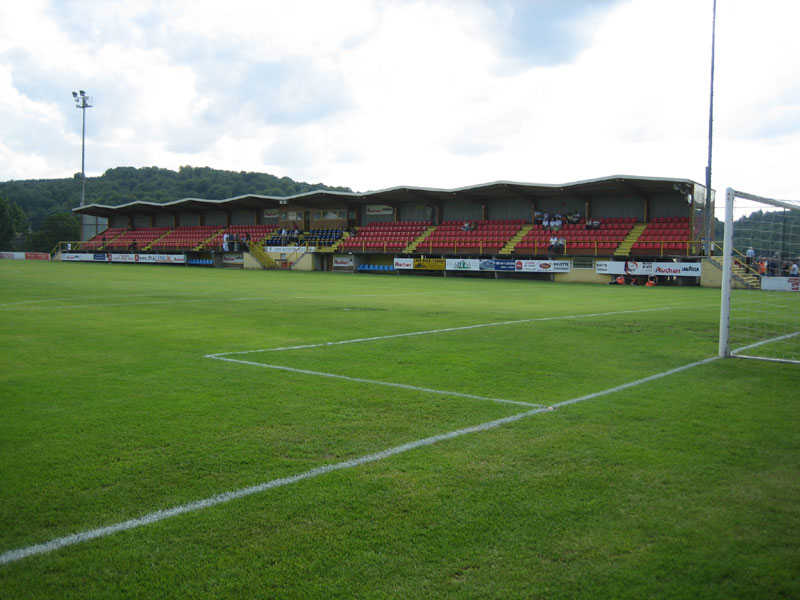
Stade Jos Nosbaum

## Sukcesy
| \| \| Zdobyte trofea w rozgrywkach Luksemburga (stan na: 2020-02-28) \| |                                                                |      |                                                                                                |
| Rozgrywki                                                               | Osiągnięcie                                                    | Razy | Sezon(y)                                                                                       |
| Mistrzostwo                                                             | I miejsce                                                      | 16   | 2000, 2001, 2002, 2005, 2006, 2007, 2008, 2009, 2011, 2012, 2014, 2016, 2017, 2018, 2019, 2022 |
| Mistrzostwo                                                             | II miejsce                                                     | 6    | 1999, 2003, 2004, 2010, 2013, 2021                                                             |
| Mistrzostwo                                                             | III miejsce                                                    | 1    | 2015                                                                                           |
| Puchar                                                                  | zdobywca                                                       | 7    | 2004, 2006, 2007, 2009, 2012, 2016, 2017, 2019                                                 |
| Puchar                                                                  | finalista                                                      | 7    | 1993, 1994, 2002, 2011, 2014, 2015, 2022                                                       |
| Luksemburg                                                              | Zdobyte trofea w rozgrywkach Luksemburga (stan na: 2020-02-28) |      |                                                                                                |

- Liga Mistrzów UEFA

3 runda kwalifikacji: 2012/13 (pierwszy raz w historii Luksemburga)

### Alliance Dudelange
- Nationaldivisioun

Zwycięstwo (1x): 1961/62
- Puchar Luksemburga

Zwycięstwo (2x): 1960/61, 1961/62
Drugie miejsce (1x): 1968/69

### Stade Dudelange
- Nationaldivisioun

Zwycięstwo (10x): 1938/39, 1939/40, 1944/45, 1945/46, 1946/47, 1947/48, 1949/50, 1954/55, 1956/57, 1964/65
Drugie miejsce (6x): 1919/20, 1922/23, 1924/25, 1927/28, 1955/56, 1959/60
- Puchar Luksemburga

Zwycięstwo (4x): 1937/38, 1947/48, 1948/49, 1955/56
Drugie miejsce (8x): 1927/28, 1935/36, 1938/39, 1939/40, 1946/47, 1956/57, 1957/58, 1959/60

### US Dudelange
- Nationaldivisioun

Drugie miejsce (4x): 1938/39, 1939/40, 1945/46, 1946/47
- Puchar Luksemburga

Zwycięstwo (1x): 1938/39

## Obecny skład
Stan na 8 sierpnia 2020
| Nr | Poz. | Piłkarz                |
| -- | ---- | ---------------------- |
| 1  | BR   | Tim Kips               |
| 2  | OB   | Noé Ewert              |
| 3  | OB   | Kevin Van Den Kerkhof  |
| 4  | OB   | Kobe Cools (kapitan)   |
| 5  | OB   | Jules Diouf            |
| 6  | PO   | Vova                   |
| 7  | PO   | Ryan Klapp             |
| 8  | PO   | Filip Bojic            |
| 9  | NA   | Edvin Muratovic        |
| 10 | PO   | Edis Agovic            |
| 11 | NA   | Bertino Cabral Barbosa |
| 13 | BR   | Enzo Esposito          |
| 15 | OB   | Ricardo Delgado        |

| Nr | Poz. | Piłkarz                |
| -- | ---- | ---------------------- |
| 16 | PO   | Charles Morren         |
| 18 | NA   | Magnus Hansen          |
| 19 | NA   | Mohcine Hassan         |
| 20 | OB   | Dylan Martins Teixeira |
| 22 | PO   | Mario Pokar            |
| 24 | OB   | Mehdi Kirch            |
| 27 | NA   | Adel Bettaieb          |
| 28 | PO   | Ian Fialho Santos      |
| 29 | PO   | Rayane Medjkoune       |
| 33 | OB   | Chris Stumpf           |
| 44 | OB   | Delvin Skenderovic     |
| 77 | BR   | Tony Conti             |

## Trenerzy
| Imię i nazwisko           | Okres urzędowania    | Okres urzędowania    |
| ------------------------- | -------------------- | -------------------- |
| Claude Hausknecht         | 1 lipca 1993         | 30 czerwca 1994      |
| Philippe Guérard          | 1 lipca 1994         | 25 września 1994     |
| Benny Reiter              | 1 lipca 1996         | 1 grudnia 1997       |
| Angelo Fiorucci           | 1 lipca 1998         | 30 czerwca 2000      |
| Carlo Weis                | 1 lipca 2000         | 24 września 2003     |
| Hugo Bargas               | 19 września 2003     | 13 października 2003 |
| Roger Lutz                | 25 października 2003 | 30 czerwca 2004      |
| Michel Leflochmoan        | 1 lipca 2004         | 30 czerwca 2009      |
| Marc Grosjean             | 1 lipca 2009         | 10 czerwca 2011      |
| Dany Theis                | 13 czerwca 2011      | 17 października 2011 |
| Ralph Pinatti Stange tym. | 18 października 2011 | 25 listopada 2011    |
| Didier Philippe           | 25 października 2011 | 13 listopada 2012    |
| Patrick Hesse             | 16 listopada 2012    | 30 maja 2013         |
| Pascal Carzaniga          | 1 lipca 2013         | 28 maja 2014         |
| Sébastien Grandjean       | 1 lipca 2014         | 13 maja 2015         |
| Guy Hellers               | 13 maja 2015         | 30 czerwca 2015      |
| Michel Leflochmoan        | 1 lipca 2015         | 30 czerwca 2016      |
| Dino Toppmöller           | 1 lipca 2016         | 30 czerwca 2019      |
| Emilio Ferrera            | 1 lipca 2019         | 17 września 2019     |
| Bertrand Crasson          | 17 września 2019     | 7 maja 2020          |
| Carlos Fangueiro          | 1 lipca 2020         | trwa                 |